# 曹平公
曹平公（？—前524年），即姬須，為春秋諸侯國曹國君主之一，他為曹武公兒子，承襲曹武公擔任該國君主，在位期間為前527年－前524年，在位4年。